# Bądkowo-Rumunki
Bądkowo-Rumunki [pronunciación en polaco: /bɔntˈkɔvɔ ruˈmunki]/] es un pueblo en el distrito administrativo de Gmina Brudzeń Duży, dentro del condado de Płock, Voivodato de Mazovia, en el centro-este de Polonia. Se encuentra a unos 4 kilómetros al noroeste de Brudzeń Duży, 23 kilómetros al noroeste de Płock, y 118 kilómetros al noroeste de Varsovia.
El pueblo tiene una población de 60 habitantes.